# إبتسام بوحرات
إبتسام بوحرات (2 يناير 1990) ، هي لاعبة كرة قدم مغربية تشغل مركز الهجوم بصفوف المنتخب المغربي و هي عميدة المنتخب . 
التحقت بصفوف نادي بي إس في آيندهوفن الهولندي منذ 2014 .

## روابط خارجية
- إبتسام بوحرات على موقع الاتحاد الأوربي (الإنجليزية)
- إبتسام بوحرات على موقع قاعدة بيانات كرة القدم.إي يو (الإنجليزية)
- إبتسام بوحرات على موقع Soccerway.com (الإنجليزية)

- Fiche d'Ibtissam Bouharat sur le site du Standard Fémina de Liège
- Ibtissam Bouharat signe au Standard de Liège, article sur lionsdelatlas.net
- Ibtissam Bouharat, internationale belge convoitée par l’équipe nationale du Maroc, article sur lenouvelafrique.net
- Ibtissam Bouharat, la nouvelle icône du football féminin marocain, article sur exeptionnelles.com